# Melchior Goubau d'Hovorst
Le baron Melchior Goubau d'Hovorst, né à Malines le 14 février 1757 et mort à La Haye le 18 janvier 1836, est un homme politique néerlandais. 

## Biographie
Il est le petit-fils de Melchior Joseph de Villegas d'Hovorst, le frère d'Emmanuel Goubau d'Hovorst et d'Eugène Goubau et le beau-père de Hyacinthe Charles van der Fosse.

## Mandats et fonctions
- Chambellan de Joseph II du Saint-Empire
- Ministre du culte catholique du Royaume des Pays-Bas : 1815-1826
- Membre de la première Chambre des États généraux : 1826-1830
- Ministre d'État : 1829-1830

## Sources
- parlement.com